# Мови Болівії
У Болівії налічується 43 живі мови; офіційний статус за конституцією 2009 року мають 37: іспанська та 36 індіанських мов, з яких найпоширеніші кечуа та аймарська. Індіанські мови страждають від нестачі друкованих матеріалів, проте їх використовують у школах, а програми, спрямовані на покращення їхнього становища, отримують державну підтримку.

## Список

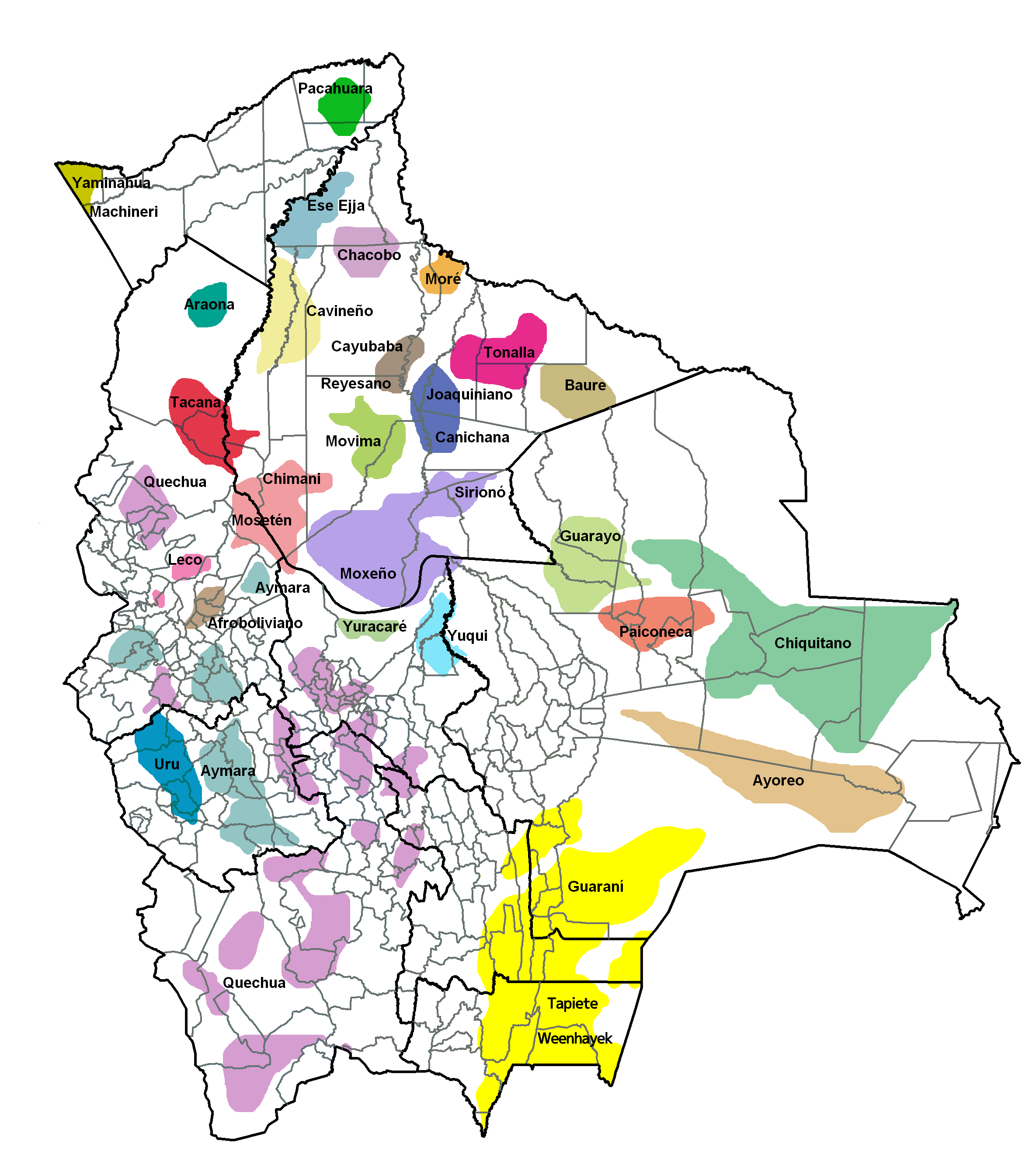
Території, на яких мешкають корінні народи Болівії

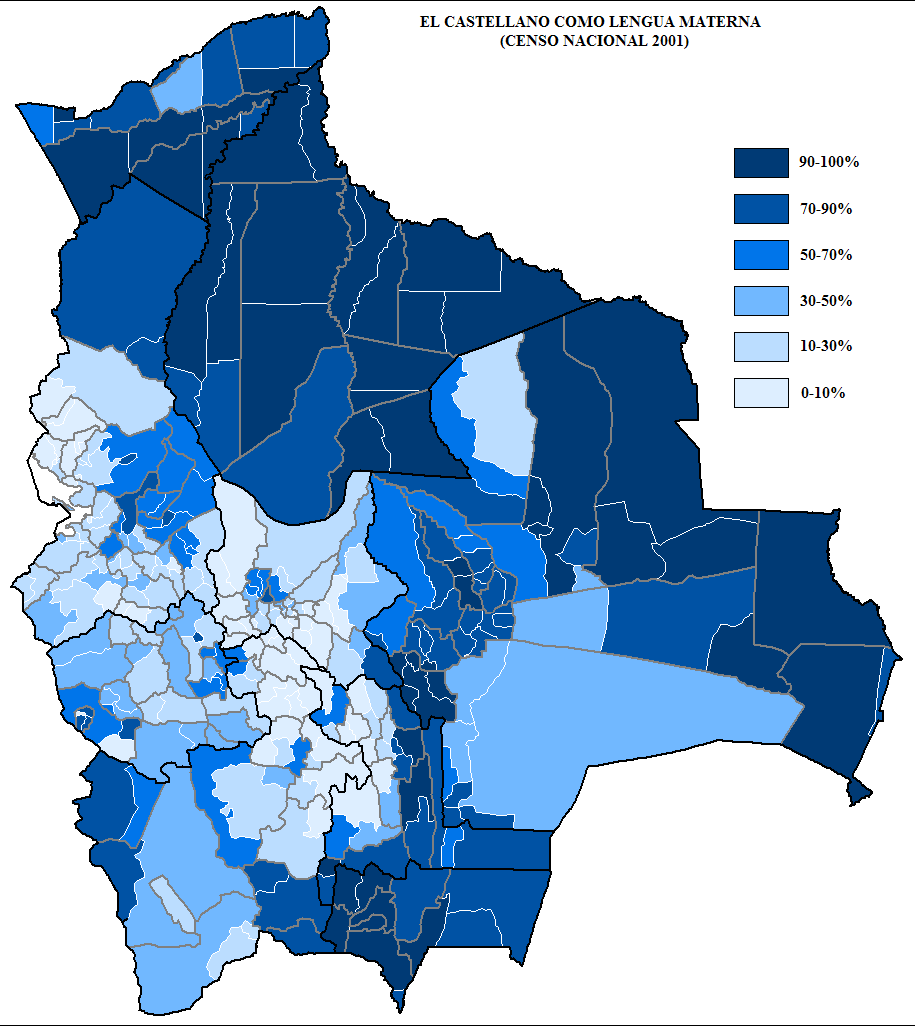
Відсоток осіб, у яких рідна мова — іспанська

Найбільші народи країни — кечуа, аймара, гуарані, кальявайя, чіпая і чикітано. На додаток до рідної мови багато індіанців володіють іспанською. Нащадки болівійських менонітів, яких налічується близько 60 000, розмовляють німецько-платською. Глухі в Болівії користуються місцевим діалектом американської жестової мови.
| Мова                       | Офіційна? | Кількість носіїв                     | Рік перепису |
| -------------------------- | --------- | ------------------------------------ | ------------ |
| Аймара                     | так       | 1 702 000                            |              |
| Айорео                     | так       | 1700                                 | 2006         |
| Араона                     | так       | 110                                  | 2006         |
| Бауре                      | так       | 980                                  | 2006         |
| Бороро                     | ні        | 2                                    |              |
| Гуарані                    | так       | 60 000                               | 2014, 2002   |
| Гуараю                     | так       | 5930                                 | 2004         |
| Іспанська                  | так       | 9 380 000 (4 450 000 якк перша мова) |              |
| Ітене                      | так       | 75                                   | 2007         |
| Ітонама                    | так       | 5                                    | 2007         |
| Кавіненья                  | так       | 1680                                 | 2006         |
| Кальявайя                  | так       | 0                                    |              |
| Канічана                   | так       | 1550                                 | 2001         |
| Каювава                    | так       | 4                                    | 2007         |
| Кечуа (болівійська кечуа)  | так       | 2 300 000—3 000 000                  |              |
| Леко                       | так       | 20                                   | 2001         |
| Мовіма                     | так       | 1450                                 | 2004         |
| Мосетен                    | так       | 5320                                 | 2004         |
| Мохеньйо-ігнасіано         | так       | 4500                                 | 2004         |
| Мохеньйо-тринітаріо        | так       | 5500                                 | 2000         |
| Німецько-платський діалект | ні        | 60 000                               | 2007         |
| Ноктен                     | так       | 1810                                 | 1994         |
| Пакауара                   | так       | 17                                   | 2004         |
| Паунака                    | ні        | 0                                    |              |
| Паусерна                   | так       | 0                                    |              |
| Піро                       | так       | 140                                  | 1994         |
| Пукіна                     | так       | 0                                    |              |
| Реєсано                    | так       | 250                                  | 2007         |
| Саравека                   | ні        | 0                                    |              |
| Сиріоно                    | так       | 0                                    |              |
| Такана                     | так       | 1820                                 | 2004         |
| Тапієте                    | так       | 70                                   | 2004         |
| Тоба-ком                   | ні        | 0                                    |              |
| Торомоно                   | так       | 0                                    |              |
| Уру                        | ні        | 2                                    | 2004         |
| Чакобо                     | так       | 550                                  | 2000         |
| Чикітано                   | так       | 5860                                 | 2004         |
| Чипая                      | так       | 1200                                 | 1995         |
| Есе-ехха                   | так       | 500                                  | 2007         |
| Юкі                        | так       | 120                                  | 2004         |
| Юракаре                    | так       | 2680                                 | 2004         |
| Ямінава                    | так       | 200                                  | 2001         |

За конституцією 2009 року всі державні організації зобов'язані вибрати додаткову до іспанської індіанську мову роботи. Більшість обрала кечуа та аймара.

## Соціолінгвістика
Іспанською і кечуа розмовляють в Андах, на південному сході Альтіплано; аймарською — переважно на пагорбах навколо озера Тітікака, а на гуарані — в низовинах на південному сході на кордоні з Парагваєм. Загалом іспанською як першою мовою володіє близько половини населення, близько 50-60 % населення володіє нею вільно.
Кечуа була мовою імперії інків, які воювали з аймара і незадовго до іспанського наступу завоювали деякі землі. Аймарську і кечуа почали вивчати в XVI столітті; колоніальний уряд фінансував лінгвістичні дослідження в цій галузі. Найвизначніший письменник того періоду, який працював з аймарською, — Лудовіко Бертоніо. Найдавнішу книгу з кечуа написав у 1650-х роках місіонер Домінго де Санто Томас. У 2000-х роках на кечуа розмовляло близько 3 млн, аймарською — 2 млн, на гуарані — 60 тис. осіб.

## Освіта, література, ЗМІ
Рівень грамотності оцінюють у 95 %, проте до 1994 року єдиною мовою, якою викладали в школах, була іспанська, і багато дітей із глибинки не цілком розуміли, що їм казали вчителі. Після проведення освітньої реформи запроваджено двомовне навчання аймарською, гуарані та кечуа; результати реформи оцінюють як позитивні.
Література Болівії представлена як іспанською, так і індіанськими мовами; перші неіспаномовні публікації з'явилися в XIX столітті: записано найважливіші оповідання на кечуа та аймарською. З цими мовами працювали також письменник і літературний критик Хесус Лара, який вивчав кечуанську літературу, та Артеміс Касерес (ісп. Artemis Caceres), який створив збірку з 56 оповідань, заснованих на фольклорі аймара. У XX столітті індіанські цінності залишалися однією з головних тем літературних творів, проте навіть у 2010-х роках розвитку літератури індіанськими мовами заважають бідність та мала кількість перекладів іншомовних творів; видавництва переважно працюють із іспанською, а держава погано задовольняє літературні потреби 60 % неіспаномовного населення країни. З 2010 року існує конкурс літературних творів індіанськими мовами, першим переможцем став автор-аймара Федеріко Торрес Маркес (ісп. Federico Torres Márquez).
Майже всі друковані ЗМІ виходять іспанською, є дві газети англійською. Така ж ситуація з радіомовленням. 2006 року за підтримки президента Ево Моралеса успішно пройшла ініціатива якомога більше поширити в Болівії радіомовлення; державна радіомовна мережа Patria Nueva додала мовлення індіанськими мовами: кечуа, аймарською та іншими.